# Hôtel de Saxe (Warschau)

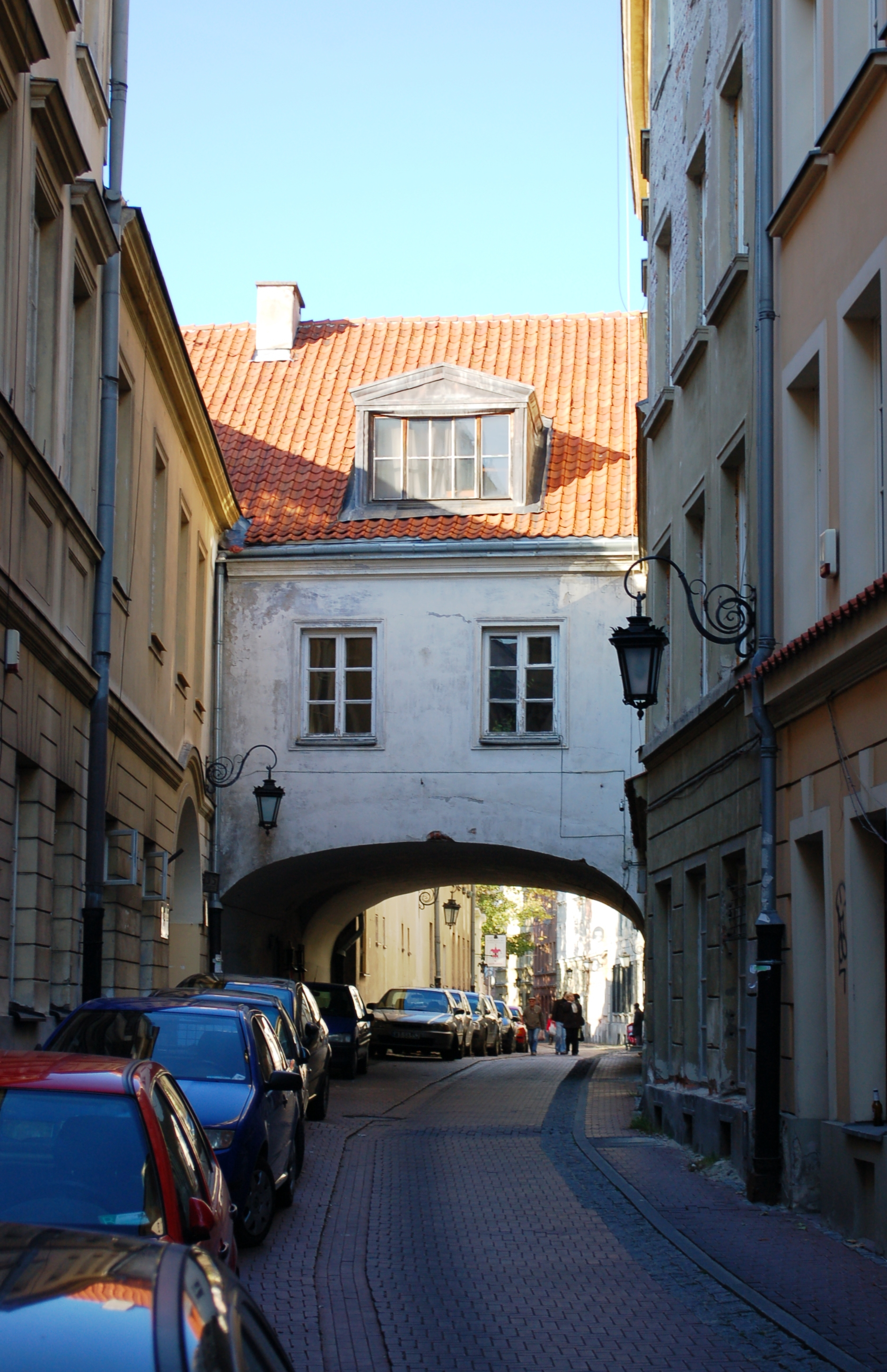
Die „Seufzer-Brücke“ in der Ulica Kozia

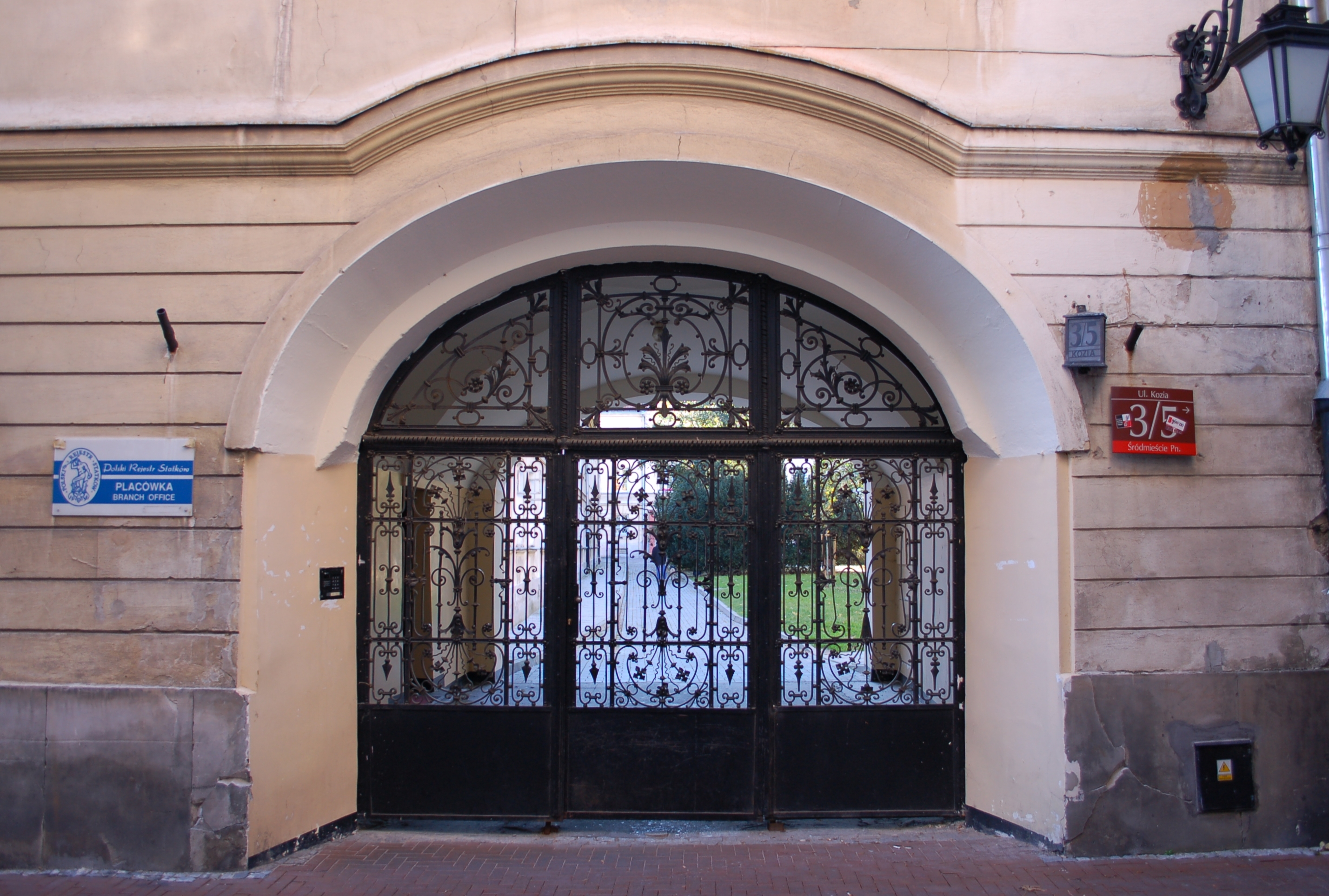
Eingangsbereich des ehemaligen Hotels

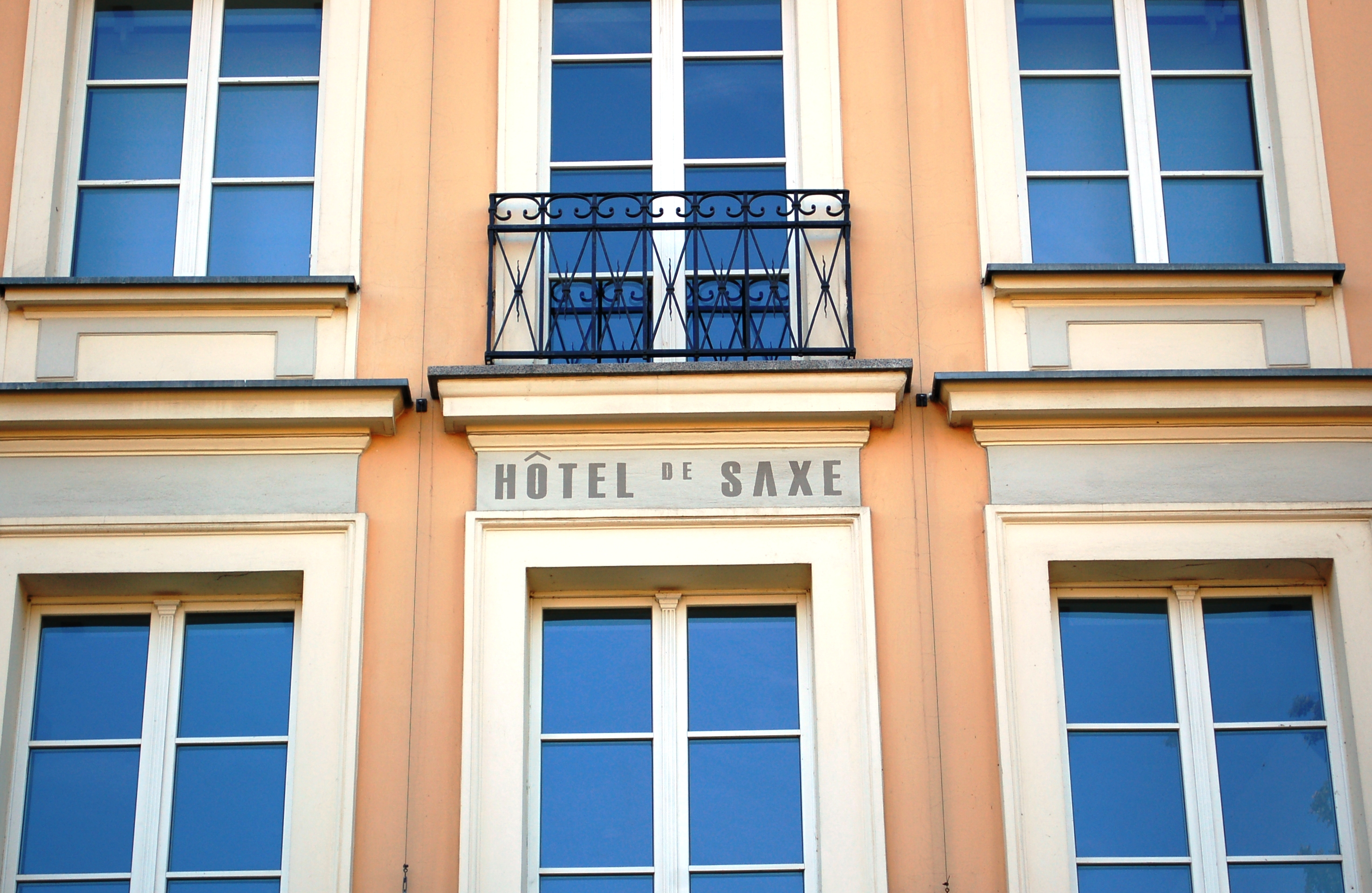
Historisierender Schriftzug am Gebäude Nr. 33 in der Krakowskie Przedmieście

Das Hôtel de Saxe (auch „Hotel de Saxe“ geschrieben, deutsch: Hotel Sachsen) war im 19. Jahrhundert ein elegantes Hotel nahe der Warschauer Altstadt. Es ist nicht mit dem ebenfalls historischen Warschauer Hotel Saski (deutsch: Sächsisches Hotel) zu verwechseln. Nach dem Zweiten Weltkrieg wurden die wiederaufgebauten Gebäude nicht mehr zu Hotelzwecken genutzt.

## Lage
Das Hotel bestand aus mehreren Einzelgebäuden, die sich im Wesentlichen an der heutigen Ulica Kozia (Ziegenstraße) im Innenstadtdistrikt befinden. Die Anschrift lautet seit 1919 Kozia 3/5. Davor hatte die Straße wechselnde Namen, auch Ulica Junkierska und Ulica Zabia. Teile des Hotels lagen auch an der parallel gelegenen Krakowskie Przedmieście; sie waren mit den Gebäuden in der Kozia verbunden. Die Kozia beginnt 200 Meter entfernt vom Warschauer Schlossplatz. Sie war im 18. Jahrhundert Sitz verschiedener Bordelle. Im 19. Jahrhundert wurde sie zu einer beliebten Straße mit eleganten Cafés und Hotels. Intellektuelle und Musiker wie Fryderyk Chopin verkehrten regelmäßig in dem Café „Kawa u Brzezińskiej“ an der Einmündung der Kozia zur Krakowskie Przedmieście. Im vormaligen Palais des Grafen Ostrowski (auch als Wessel-Palast bezeichnet) an der Ecke zur Ulica Trebacka befand sich die Hauptpost, Ziel ständig ankommender und abgehender Postkutschen.

## Geschichte
Unter der Anschrift Kozia 3 befand sich seit dem Jahr 1743 das Gorczyński-Wohnhaus, zum Ende des 18. Jahrhunderts gehörte es der Familie Ludwich. Etwa um 1796 entstanden an das Haus angelehnt einige Wirtschaftsgebäude. Im Jahr 1815 wurde hier die Gastwirtschaft „Berdyczkowski“ eingerichtet, die 1819 Eigentum des Andrzej Falini war und ab 1832 der Sängerfamilie Reszków gehörte.
In der Kozia 5 stand 1743 eine Stallung des Hauptmanns Piotr Hiża, eines Armee-Architekten, der dieses Gebäude vermutlich entworfen hatte. Im Jahr 1784 war die Familie Rafałowicz Eigentümer des Besitzes und 1797 befand sich dort das Strafer-Wohnhaus. Zu dieser Zeit entstanden auch Anbauten. Im Jahr 1819 war Maria Dadań die Besitzerin des Hauses. 1822 wurden die verschiedenen Gebäudeteile verbunden. 
Das Hotel wurde 1847 unter Józef Reszków eingerichtet – es umfasste die Häuser Kozia 3, 5, 8 und 12 sowie die in der Krakowskie Przedmieście 37 und 39. Die beiden Häuser in der Krakowskie Przedmieście gehörten Reszków bereits vorher, im Gebäude Nr. 39 hatte er eine Wohnung. Mit insgesamt rund 100 Zimmern war das „Hôtel de Saxe“ damit das größte Hotel Warschaus der Zeit. Der Umbau basierte wahrscheinlich auf einem Entwurf von Józef Bobiński. Im Hotel lebte 1863 nach seiner Rückkehr aus St. Petersburg der General und spätere Führer des Januaraufstandes Romuald Traugutt. Er war hier als galizischer Kaufmann Mikołaj Czarnecki registriert.
Schon vor dem Ersten Weltkrieg verlor das Hotel zugunsten des naheliegenden und größeren Hotels Europejski an Bedeutung. In der Zwischenkriegszeit verkam es dann. Während der Kämpfe des Warschauer Aufstands brannten die Hotelgebäude aus, blieben aber teilweise erhalten. Im Jahr 1948 wurden sie zur Wohn- und Büronutzung wiederaufgebaut. 
Die die beiden Häuserseiten verbindende Brücke entstand etwa 1750. Sie wird von der Bevölkerung als Most Westchnień (deutsch: Seufzer-Brücke) bezeichnet. Der zweigeschossige Gebäudeteil liegt auf einer weitspannenden Arkade, unter der sich eine kleine in die Hauswand eingelassene Gedenkstätte zum Warschauer Aufstand befindet. Da diese Überführung der Straße einen besonderen Charme verleiht, ist sie schon öfters Hintergrund von Filmproduktionen gewesen. So wurde hier auch eine Szene des Films Der Pianist von Roman Polański gedreht.

## Heute
Heute befindet sich in Teilen der ehemaligen Hotelgebäude das Auktionshaus Polski Dom Aukcyjny „Sztuka“, dessen Zugang von der Krakowskie Przedmieście (Nr. 33) erfolgt. Die Firma benennt das Hôtel de Saxe in ihrer Anschrift, auch befindet sich auf der Hausfassade ein entsprechender Name. In den Gebäuden der Kozia 3/5 befindet sich der Sitz des Związek Nauczycielstwa Polskiego (Polnischer Lehrerverband) sowie die Polski Rejestr Statków S.A. (Polnische Schiffsregister AG).